# Rezerwat przyrody Jánošíkova kolkáreň
Jánošíkova kolkáreň – rezerwat przyrody w Wielkiej Fatrze na Słowacji. Znajduje się w obrębie Parku Narodowego Wielka Fatra i obejmuje szczytowe, porośnięte lasem partie północnego grzbietu szczytu Malá Smrekovica. Obszar rezerwatu ciągnie się od wysokości 1100 m po szczyt Malej Smrekovicy – 1485 m. Utworzono go w 1963 roku, w 1996 r. zmieniono jego powierzchnię. W 2019 roku ma powierzchnię 243,7 ha. Przedmiotem ochrony jest: kompleks zachowanych oryginalnych fitocenoz najwyższych stanowisk Wielkiej Fatry o pierwotnym charakterze, porośniętych klonami i świerkami, które tutaj dochodzą do górnej granicy swojego zasięgu. Jest także obiektem badawczym dla leśników.
Rezerwat ma najwyższy, piąty stopień ochrony (na Słowacji rezerwaty przyrody mają 1–5 stopni ochrony). Większość drzewostanu stanowi świerk pospolity z domieszką jarzębiny. Drzewa mają wiek powyżej 100 lat. Las jest rzadki i niski, typowy dla lasów wysokogórskich w trudnych warunkach klimatycznych. W podszycie i runie lasu występują  zbiorowiska roślinne gleb kwaśnych z borówką czarną (Vaccinium myrtillus), borówką brusznicą (Vaccinium vitis idaea), podbiałkiem alpejskim (Homogyne alpina). Las jest siedliskiem życia wielu zwierząt, w tym największych drapieżników Wielkiej Fatry: niedźwiedzia brunatnego i rysia.
Przez rezerwat prowadzi zielony szlak turystyczny.

## Szlaki turystyczne
Rużomberk – Krkavá skala – Pod Sidorovom – Pod Vtáčnikom – Vtáčnik – Vyšné Šiprúnske sedlo – Nižné Šiprúnske sedlo – Malá Smrekovica – Močidlo, hotel Smrekovica – Skalná Alpa – Tanečnica – Severné Rakytovské sedlo – Rakytov – Južné Rakytovské sedlo – Minčol – Sedlo pod Čiernym kameňom – Sedlo Ploskej – Chata pod Borišovom.
- odcinek Rużomberk – Krkavá skala – Močidlo, hotel „Smrekovica”: odległość 18,3 km, suma podejść 1265 m, suma zejść 435 m, czas przejścia 6 h
- odcinek  Močidlo, hotel Smrekovica –  Chata pod Borišovom: odległość 13,3 km, suma podejść 742 m, suma zejść 817 m, czas przejścia 4,40 h

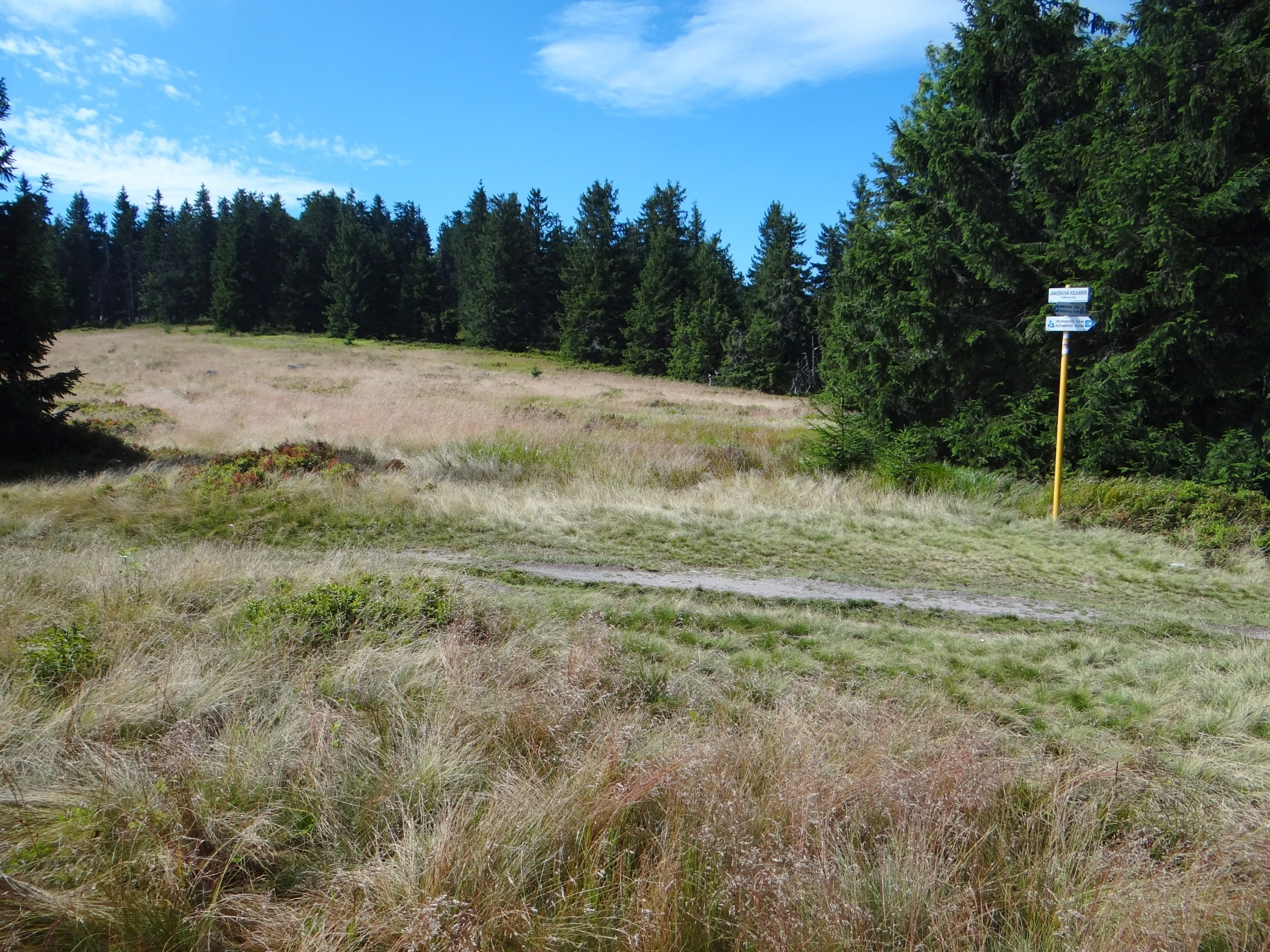
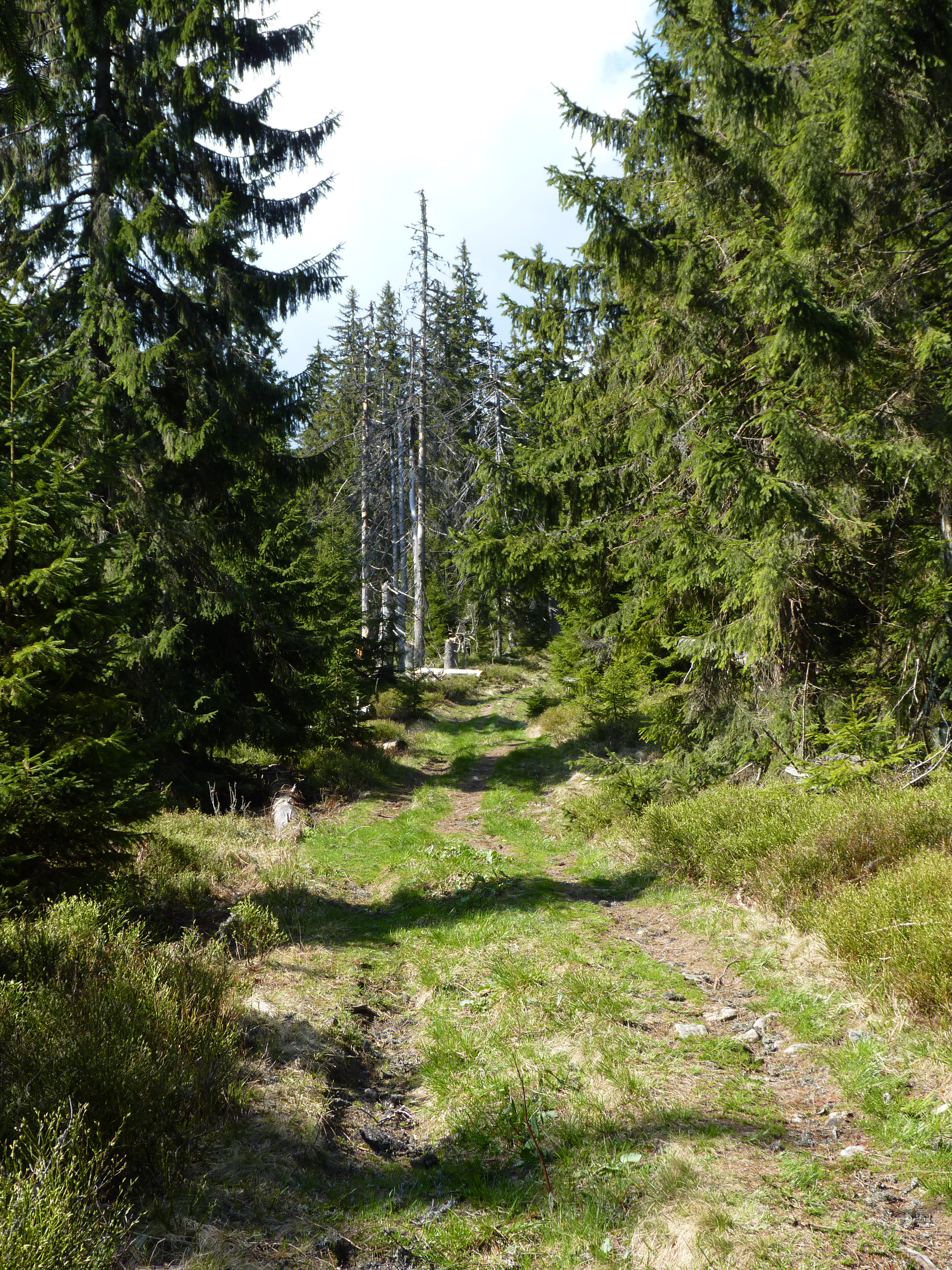
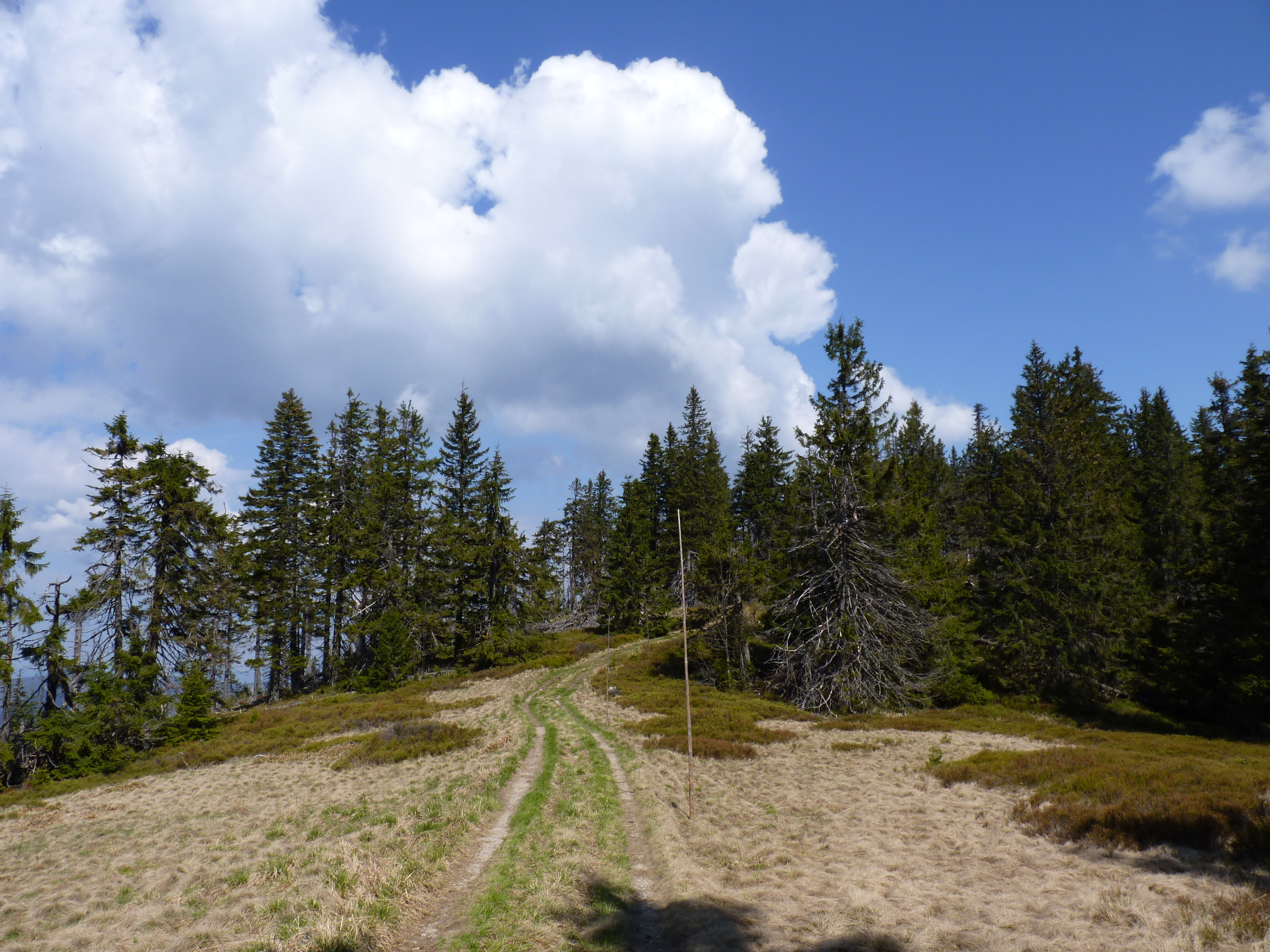
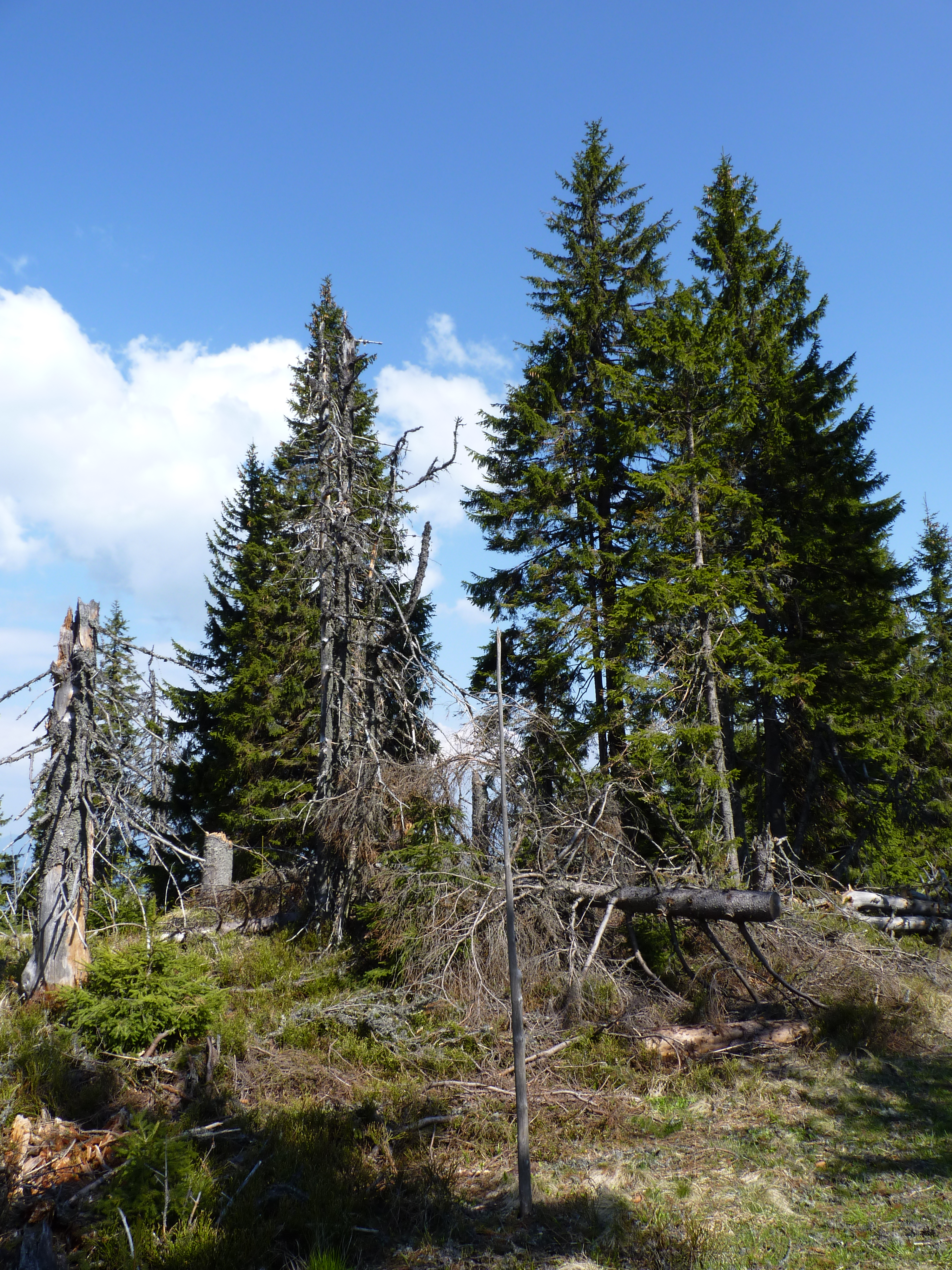